# Santa Maria (Romblon)
Santa Maria ist eine philippinische Stadtgemeinde in der Provinz Romblon, in der Verwaltungsregion IV-B, Mimaropa. Sie hat 8508 Einwohner (Zensus 1. August 2015). Sie wird als Gemeinde der fünften Einkommensklasse auf den Philippinen und als teilweise urbanisiert eingestuft.
Santa Maria liegt im östlichen Teil der Insel Tablas an der Küste der Sibuyan-See. Die Topographie der Gemeinde wird durch flachwelliges Terrain gekennzeichnet. Ihre Nachbargemeinden sind San Agustin im Norden, Odiongan im Westen, Alcantara im Süden.

## Baranggays
Die Gemeinde setzte sich 2011 aus sechs Barangays zusammen:
| - Bonga - Concepcion Norte - Concepcion Sur - Paroyhog - San Isidro - Santo Niño |

## Weblink
- Informationen der Philippine Statistics Authority über Santa Maria